# Sammalluoto (ö i Egentliga Finland)
Sammalluoto är en ö i Finland. Den ligger i Bottenhavet och i kommunerna Pyhäranta och Nystad i landskapet Egentliga Finland, i den sydvästra delen av landet. Ön ligger omkring 81 kilometer nordväst om Åbo och omkring 220 kilometer väster om Helsingfors.
Öns area är 44,9 hektar och dess största längd är 1,4 kilometer i nord-sydlig riktning.